# San Felipe del Progreso
San Felipe del Progreso är en kommun i Mexiko.   Den ligger i delstaten Mexiko, i den sydöstra delen av landet, 90 km väster om huvudstaden Mexico City. Antalet invånare är 100 201. Arean är 856 kvadratkilometer.
Terrängen i San Felipe del Progreso är kuperad.
Följande samhällen finns i San Felipe del Progreso:
- San Agustín Mextepec
- San Felipe del Progreso
- Emilio Portes Gil
- San Antonio de las Huertas
- Dolores Hidalgo
- San Lucas Ocotepec
- San Juan Jalpa Centro
- San Jerónimo Bonchete
- Fresno Nichi
- Calvario Buenavista
- Palmillas
- Santa Cruz Mextepec
- La Cabecera Concepción
- Guadalupe Coté
- El Obraje
- San Juan Cote Ejido
- Santa Ana Nichi Ejido
- El Carmen Ocotepec
- Barrio Tepetitlán Emilio Portes Gil
- San Antonio Mextepec
- Barrio la Mesa
- San Jerónimo Mavatí
- Barrio las Palomas
- San Pedro el Chico
- Ranchería la Ciénega
- Barrio Santa Cruz de San Pablo Tlalchichilpa
- Barrio San Francisco Ejido de San Pablo Tlalchichilpa
- Santa Rita de la Cuesta
- Estutempan
- Ejido de San Juan Jalpa
- Barrio el Salto San Antonio la Ciénega
- Rosa del Calvario
- San Juan Evangelista
- Ejido de Tlalchichilpa
- Ranchería la Carrera
- Rancho la Virgen San Pedro el Alto
- Ejido de la Cabecera
- Mesa de la Agüita
- Colonia Guadalupe
- Ejido San Agustín Mextepec
- San Juan Rioyos